# Mountain Home, Arkansas
Mountain Home är en stad (city) i Baxter County, i delstaten Arkansas, USA. Enligt United States Census Bureau har staden en folkmängd på 12 454 invånare (2011) och en landarea på 30,4 km². Mountain Home är huvudort i Baxter County.